# (38742) 2000 QP184
2000 QP184 (asteroide 38742) é um asteroide da cintura principal. Possui uma excentricidade de 0.22567670 e uma inclinação de 6.26318º.
Este asteroide foi descoberto no dia 26 de agosto de 2000 por LINEAR em Socorro.